# Oudon (Dives)
Der Oudon ist ein Fluss in Frankreich, der im Département Calvados in der Region Normandie verläuft. Er entspringt im Gemeindegebiet von Les Moutiers-en-Auge, entwässert generell Richtung Nord bis Nordwest durch die Naturlandschaft Pays d’Auge und mündet nach rund 26 Kilometern an der Gemeindegrenze von Bretteville-sur-Dives und Ouville-la-Bien-Tournée als rechter Nebenfluss in die Dives.

## Orte am Fluss
(Reihenfolge in Fließrichtung)
- Les Moutiers-en-Auge
- L’Oudon, Gemeinde Saint-Pierre-en-Auge
- Mittois,  Gemeinde Saint-Pierre-en-Auge
- Vieux-Pont-en-Auge,  Gemeinde Saint-Pierre-en-Auge
- Bretteville-sur-Dives,  Gemeinde Saint-Pierre-en-Auge